# خنفساء النمر أحادية النقط
خنفساء النمر أحادية النقط (الاسم العلمي:Cicindela unipunctata) هي نوع من الحشرات تتبع جنس خنفساء النمر من فصيلة الخنافس الأرضية.